# Francesco Cassata
Francesco D'Assisi Cassata (Sarzana, 16 juli 1997) is een Italiaans voetballer die doorgaans speelt als middenvelder. In juli 2024 verruilde hij Genoa voor Spezia.

## Clubcarrière
Cassata speelde in de jeugd van Empoli en kwam in 2015 terecht in de opleiding van Juventus. Tot een doorbraak bij de Turijnse club zou het niet komen en in de zomer van 2016 huurde Ascoli de middenvelder voor het seizoen 2016/17. Gedurende dat seizoen speelde Cassata zesendertig competitieduels in de Serie B, waarin hij eenmaal tot scoren wist te komen. Na afloop van dit seizoen nam Sassuolo hem voor circa zeven miljoen euro over van Juventus. Bij zijn nieuwe club zette de middenvelder zijn handtekening onder een verbintenis voor de duur van vier seizoenen. Zijn debuut in de Serie A maakte Cassata op 22 oktober 2017, toen door een doelpunt van Matteo Politano met 0–1 gewonnen werd van SPAL. Hij begon op de reservebank maar van coach Cristian Bucchi mocht hij drie minuten voor het einde van de wedstrijd invallen voor doelpuntenmaker Politano. Twee minuten na zijn entree kreeg hij een directe rode kaart van scheidsrechter Michael Fabbri waardoor hij direct weer mocht inrukken. In de zomer van 2018 huurde Frosinone de middenvelder voor één seizoen.
Voorafgaand aan het seizoen 2019/20 werd Cassata opnieuw verhuurd, ditmaal aan Genoa. Die club kwam daarnaast een verplichte optie tot koop overeen voor na de verhuurperiode voor een bedrag van zeven miljoen euro. Na anderhalf jaar met daarin negen competitieoptredens verhuurde Genoa de middenvelder aan Parma. Bij deze club speelde hij één competitiewedstrijd, waarop hij in augustus 2022 verhuurd werd aan Ternana. Een jaar later nam Spezia hem op huurbasis over. Hierbij werd een verplichte optie tot koop afgesproken.

## Clubstatistieken
| Seizoen | Club        | Competitie | Competitie | Competitie | Beker | Beker | Internationaal | Internationaal | Totaal | Totaal |
| Seizoen | Club        | Competitie | Wed.       | Dlp.       | Wed.  | Dlp.  | Wed.           | Dlp.           | Wed.   | Dlp.   |
| ------- | ----------- | ---------- | ---------- | ---------- | ----- | ----- | -------------- | -------------- | ------ | ------ |
| 2015/16 | Juventus    | Serie A    | 0          | 0          | 0     | 0     | 0              | 0              | 0      | 0      |
| 2016/17 | → Ascoli    | Serie B    | 36         | 1          | 0     | 0     | —              | —              | 36     | 1      |
| 2017/18 | Sassuolo    | Serie A    | 10         | 1          | 2     | 0     | —              | —              | 12     | 1      |
| 2018/19 | → Frosinone | Serie A    | 19         | 2          | 0     | 0     | —              | —              | 0      | 0      |
| 2019/20 | → Genoa     | Serie A    | 24         | 2          | 2     | 0     | —              | —              | 26     | 2      |
| 2020/21 | Genoa       | Serie A    | 8          | 0          | 1     | 0     | —              | —              | 9      | 0      |
| 2021/22 | Genoa       | Serie A    | 1          | 0          | 1     | 0     | —              | —              | 2      | 0      |
| 2021/22 | → Parma     | Serie B    | 1          | 0          | 0     | 0     | —              | —              | 1      | 0      |
| 2022/23 | → Ternana   | Serie B    | 27         | 0          | 0     | 0     | —              | —              | 27     | 0      |
| 2023/24 | → Spezia    | Serie B    | 30         | 0          | 1     | 0     | —              | —              | 31     | 0      |
| 2024/25 | Spezia      | Serie B    | 11         | 0          | 0     | 0     | —              | —              | 11     | 0      |
| Totaal  | Totaal      | Totaal     | 167        | 6          | 7     | 0     | 0              | 0              | 174    | 6      |

Bijgewerkt op 13 november 2024.